# Миф душевной болезни
Миф душевной болезни: Основы управления личностью (англ. The Myth of Mental Illness: Foundations of a Theory of Personal Conduct) — книга Томаса Саса, вышедшая в 1961 году. Книга принесла Сасу всемирную известность и считается очень влиятельной в антипсихиатрическом движении. Т. Сас утверждает в ней, что психическое заболевание является социальным конструктом, созданным врачами, и что этот термин — по сути, метафора: любое заболевание должно представлять собой объективно доказуемую биологическую патологию, а психические заболевания не соответствуют этому критерию. По Сасу, то, что психиатры называют «психическим заболеванием», в действительности является отклонением от конвенциональной реальности (consensus reality) или общепринятой этики.
По мнению Т. Саса, психические заболевания, состояния безумства и многие преступления создаются, то есть определяются как таковые, контролирующими силами культуры, морали и взглядами так называемого «реального мира», распространяемыми мировой наукой, религией и правительствами — наподобие, например, понятий «ереси», «язычества» и «грешников» до времён промышленной революции. По многим вопросам Сас согласен с Вильгельмом Райхом, Александром Лоуэном, Рональдом Лэйнгом, Артуром Яновым и Питером Бреггином (из перечисленных лиц все являются психиатрами, за исключением Янова, который является психологом). Их взгляды, теории и методы психотерапии критиковались и отвергались большинством учёных-медиков и медицинских работников XX века. Сас отмечает, что основой его психотерапии является прежде всего позитивность, участие и честность в отношениях с пациентом.

## Краткое содержание книги
Сас не отрицает, что, возможно, у некоторых пациентов, получающих небрежный диагноз «душевной болезни», в будущем будут найдены серьёзные физико-химические нарушения и что, вероятнее всего, это будет касаться группы расстройств, объединяемых под диагнозом «шизофрения», но тем не менее он подчёркивает, что большинство психических расстройств не является болезнями в подлинном смысле этого слова. Выбрав в качестве примера конверсионный невроз (истерию), он показывает на этом примере, что в основе «психических заболеваний» лежат не биологические, а социально-психологические проблемы.
Как подчёркивает Сас, вопрос о том, что представляет собой психиатрия и что представляет собой душевное заболевание, имеет отношение прежде всего к тому, что делают большинство психиатров и психотерапевтов, чем они занимаются. В действительности работа психиатров и психотерапевтов сводится преимущественно к общению с пациентами с помощью языка, невербальных знаков и определённых правил, а затем — к анализу посредством словесных символов этих коммуникативных взаимодействий. Используя методы коммуникативного анализа, психиатрия, таким образом, имеет много общего с науками, занимающимися изучением языка и коммуникативного поведения, — с символической логикой, семиотикой и социологией. При этом психиатрию продолжают традиционно относить к области медицины, хотя реально человеческое поведение, связанное с использованием знаков, похоже, не поддаётся изучению и пониманию в контексте медицины, концептуальный каркас которой всегда опирался на принципы физики и химии.
По Сасу, задача психиатрии как науки заключается в изучении индивидуального поведения, причём психиатрические теории стремятся объяснить, а психотерапевтические системы — изменить человеческое поведение. Из всего многообразия типов человеческого поведения именно речевая форма (общение на обычном языке) представляет собой центральную область интересов психиатрии, поэтому структура языковых игр — та сфера, где сходятся интересы лингвистики, философии, психиатрии и семиотики, каждая из которых сосредотачивается на разных аспектах языковой игры.
Сас отмечает, что его книгу не следует рассматривать как попытку «развенчать» психиатрию. По словам Саса, «сейчас слишком много книг, которые пытаются либо рекламировать психиатрию и психотерапию, либо обличать и ту и другую», причём в первых, как правило, излагается традиционная концепция «душевной болезни», а в последних утверждается, что сами психиатры «душевно больны» и психиатрия — несостоятельный метод для лечения «недуга», обозначаемого понятием «душевной болезни». Вопреки обеим этим точкам зрения, Сас утверждает иное: хотя концепция душевной болезни и недейственна, сама психиатрия могла бы стать наукой, а психотерапия — эффективный метод, позволяющий не столько оправиться от «болезни», сколько узнать что-то о себе, о других людях и о жизни вообще.
Выбирая в качестве примера «душевного заболевания» конверсионную истерию, Сас показывает на её примере необходимость отличать телесные заболевания от имитации таких заболеваний, «истинное» (подлинное) от «неистинного» (ложного). Он рассматривает истерию в контексте использования знаков («Истерия — невербальная форма коммуникации, использующая особый набор знаков»), следования правилам (она представляет собой «систему поведения, следующую правилам, находящую особое применение для правил беспомощности, недомогания и принуждения») и участия в играх (истерия — «игра, отличающаяся, помимо прочего, конечными целями, состоящими в доминировании и межличностном контроле, а также изощренными стратегиями»). Рассматривая соотношение между симуляцией, истерией и обычным (физическим) заболеванием, Сас отмечает, что эти понятия соотносятся между собой как понятия лжи, заблуждения и правды.
Как указывает Сас, его утверждения, касающиеся истерии, можно отнести и к другим так называемым «душевным заболеваниям», а различия между «душевными заболеваниями» — например, между истерией, обсессиями, паранойей — можно сопоставить с очевидными различиями среди всего многообразия языков. Так, внутри той или иной языковой группы, например индоевропейской, имеется значительное сходство между языками, и в то же время языки одной и той же группы существенно отличаются от языков другой (например, английский и французский существенно отличаются от венгерского). И подобным же образом существуют различия между истерией и галлюцинациями, с одной стороны, и паранойей — с другой: в то время как истерия и галлюцинации используют иконические знаки, паранойя предпочитает конвенциональные знаки (обыденную речь).
По утверждению Саса, понятие человека, «страдающего душевной болезнью», ущербно в научном смысле и приводит к широкому распространению мнения, будто социальные и этические проблемы человеческой жизни, переживаемые и выражаемые в телесных ощущениях или знаках (либо других «психических симптомах»), в значительной мере схожи с заболеваниями тела. Также это понятие подрывает принцип индивидуальной ответственности, на котором основана демократическая политическая система: вина за антисоциальное поведение перекладывается на внешний по отношению к самому человеку источник («болезнь»). Наконец, эта установка мешает пациенту осуществить критический, психоаналитический подход к проблемам, которые «психиатрические симптомы» одновременно и скрывают, и выражают.

### Книга первая «Миф о душевной болезни» (части I и II)
В части I книги «Миф душевной болезни» Сас прослеживает возникновение и развитие концепций истерии и «душевной болезни», а также социально-исторический контекст возникновения и развития этих концепций. По утверждению Саса, феномен душевной болезни зависит от социально-исторического фона и в зависимости от этих условий становится ярче либо меркнет или вовсе пропадает. Сас рассматривает переплетение концептуальных и социально-исторических корней понятия душевной болезни. Во II части книги он обращается к «Очеркам по истерии» Й. Брейера и З. Фрейда, затем к современным Сасу психиатрическим установкам в отношении истерии, после чего осуществляет критический анализ связей между конверсионной истерией и современными концепциями психосоматической медицины.
Как отмечает Сас, в период зарождения концепции истерии Жана Шарко его современники Й. Брейер, З. Фрейд и другие замечали, что некоторые модели человеческого поведения напоминают неврологические заболевания, хотя и существенно от них отличаются. Ряд исторических и социальных причин привёл к тому, что эти феномены стали определяться и классифицироваться как представители класса «болезнь», и благодаря этому истерия как квазиневрологическая болезнь образовала ядро, вокруг которого в дальнейшем была выстроена обширная структура «психопатологии». Ошибочная классификация истерии как болезни была обусловлена прежде всего редукционистской концепцией индивидуального поведения, характерной для XIX века: согласно этой концепции, всё поведение рассматривалось как проблема мышечной и нервной физиологии, и считалось, что нет существенных различий между, с одной стороны, сложными эпизодами поведения, выработанными через обучение, и, с другой стороны, поведенческими проявлениями дефектов тела.
Открытие Шарко, в результате которого истерию признали медики, по сути имело характер социальной реформы, а не научного открытия: если до этого истерию ошибочно были склонны считать симуляцией, полагая, будто поведение, имитирующее болезнь, является попыткой намеренно смошенничать и одурачить доктора, что приводило к необходимости осуждать такое поведение, то, признав истерию болезнью, медикам удалось избежать унизительного «диагноза» симуляции и предотвратить порицание страдающих пациентов, продвинув таким образом их в более высокий ранг. Но это было достигнуто ценой затемнения логического характера наблюдаемых феноменов.

### Книга вторая «Основы теории индивидуального поведения» (части III, IV и V)
В то время как части I и II книги «Миф душевной болезни» содержат в себе, по формулировке самого Саса, «в высшей степени „деструктивный“ анализ концепции душевной болезни и психиатрии как псевдомедицинской инстанции», части III, IV и V заключают в себе конструктивный синтез знания, используемый Сасом для того, чтобы заполнить пробел, оставленный мифом о душевной болезни, — синтез, основанный частично на материалах выдающихся представителей психиатрии, психоанализа и других наук, а частично на наблюдениях и идеях самого Саса.
В III части Сас осуществляет семиотический анализ истерии. По утверждению Саса, если считать истерию особой формой коммуникативного поведения и сравнивать её с языками, бессмысленно изучать её «причины» в медицинском смысле слова (то есть этиологию), но есть смысл изучать лишь, как истерии научаются и что она означает. Согласно Сасу, основной чертой языка истерии является его иконичность (как известно, иконическими являются знаки, для которых характерно соответствие означающего и означаемого, основанное на их внешнем сходстве, их подобии; коммуникация осуществляется с помощью изображений, а не конвенциональных знаков). Язык истерии, по сути, состоит из изображений, картин, он подобен пантомиме, «немому» представлению, с помощью которого пациент формирует сообщение посредством невербальных знаков. Задача психиатра — разгадать это сообщение, «перевести» его на обыденный язык. Сас называет истерию «протоязыком», то есть языком, находящимся на уровне более низком, чем объектный (обычный) язык и метаязык, — объектный (обычный) язык находится в метаотношении к протоязыку. В отношении когнитивных целей язык истерии значительно ниже по уровню, чем объектный и метаязык, но гораздо эффективней в плане выражения эмоций и побудительной коммуникации. Протоязык относительно недискурсивен, в отличие от языковых систем, строящихся на конвенциональных знаках, таких как обыденный язык или математика.
Сас также называет истерию «языком болезни», имеющим двойное происхождение: 1) телесная структура человека (нарушения функций организма и телесные ощущения, связанные с реально пережитыми физическими заболеваниями); 2) культурные факторы (в частности, общемировая тенденция облегчать больным жизнь). Как указывает Сас, этот «язык болезни» используется либо потому, что другие формы коммуникации недостаточно хорошо выучены, либо потому, что именно язык истерии оказывается в конкретном случае исключительно полезным. Сас детально рассматривает структуру и функции языка истерии, описывает его связь с общим классом недискурсивных языков, освещает проблему косвенной коммуникации (структуру и функции намёков, подсказок, умолчаний и т. д.). Он пишет, что потребность в такой форме коммуникации, как истерия, обычно возникает в семье, поскольку социальные условия этого коллектива принуждают членов семьи сдерживать свои желания и их явное выражение, что даёт стимул к развитию более обходных, косвенных форм коммуникативного поведения.
Одна из целей психоанализа, по мнению Саса, состоит в том, чтобы побудить пациента отказаться от форм косвенной коммуникации и заменить их прямыми сообщениями на обычном языке благодаря помещению пациента в ситуацию общения с психоаналитиком, при которой поощряется не подсказка, как в повседневной жизни, а прямая коммуникация и стимулируется процесс изменения поведения пациента в направлении нормального поведения с использованием конвенциональных знаков. Это можно сравнить с отъездом пациента в другую страну в целях изучения нового языка; но, помимо изучения языка, перед пациентом в ходе психоанализа также ставится и более перспективная задача — задача самопознания, то есть обучения способности исследовать и понимать свои объектные отношения и коммуникативное поведение.
В части IV истерия рассматривается в рамках анализа поведения как следования правилам. В происхождении поведения, называемого «истерией», особо значимую роль, по Сасу, играют два общих типа правил. Один из них связано с беспомощностью, присущей детям, и биологически востребованными действиями родителя по оказанию помощи. Отсюда модель поведения при истерии, характеризующаяся беспомощностью одного участника и готовностью других прийти на помощь. Другой источник правил — учения и практики иудео-христианских религий, обуславливающие тот факт, что человек в своей социальной жизни постоянно сталкивается с увещеваниями и принуждением к тому, чтобы вести себя по-детски беспомощно, простовато, некомпетентно и безответственно. Эти влияния в жизни человека исходят отнюдь не только из официально оформленных религиозных источников (как, например, высказывания священников), но и — гораздо чаще — из общения с отцом, матерью, супругом или супругой, работодателем и т. д. Сас утверждает, что «вознаграждение за беспомощность (хотя и необходимое в некоторых случаях) — потенциально опасная социальная практика».
В части V истерия анализируется на основе игровой модели, при этом Сас опирается на работы американского философа, психолога и социолога Дж. Г. Мида, а также швейцарского психолога и философа Ж. Пиаже. Любое человеческое поведение и любые социальные ситуации можно рассматривать в рамках теории игры: игроки принимают на себя те или иные роли и следуют тем или иным правилам. При истерии человек ведёт одновременно несколько разных игр разных уровней, не знает правил, по которым он играет, и целей, которые он себе поставил, что приводит к драматическим конфликтам (в преследовании целей и подчинении правилам каждой из составляющих игр). В основе истерической игры лежит непропорциональная смесь стратегий, основанных на принуждении, самопомощи и сотрудничестве; преобладают при этом принудительные манёвры, но самопомощь и сотрудничество тоже в какой-то мере присутствуют. Таким образом, истерию можно рассматривать как комбинацию неоднородных, в некоторой мере конфликтующих игр, ценностей и стилей жизни и компромисс между ними; в этом заключается как сила и польза истерии, так и её слабость.
По утверждению Саса, характерная цель истерии как игры — доминирование и межличностный контроль; типичные стратегии, используемые для достижения этой цели, — принуждение посредством неполноценности и болезни. Сас также считает истерию разновидностью имперсонации — ложного принятия на себя роли кого-либо — и заявляет, что в этом смысле истерия близка к мошенничеству. Однако при этом не только истерики имперсонируют в больного, но также и психиатры и психоаналитики имперсонируют во врачей и играют роль медицинского терапевта. Несмотря на это, различие между чисто коммуникативным вмешательством психотерапевта и физико-химическими действиями врача значительно, и утверждение о том, «что психиатрия — включая психотерапию — в значительной степени подобна другим отраслям медицины и является её составной частью», Сас называет ложным.

## Мнения и оценки

### Положительные
Книга Саса быстро обрела популярность и стала классической. Рецензии на эту книгу были опубликованы в American Journal of Psychiatry, Journal of Nervous and Mental Disease, Psychosomatic Medicine, Archives of General Psychiatry, Clinical Psychology Review и Psychologies. Книга обеспечила теоретическое обоснование для нескольких поколений критиков психиатрии, защитников пациентов и активистов антипсихиатрического движения.
Австрийский и британский философ и социолог, один из самых влиятельных философов науки XX века Карл Поппер назвал «Миф душевной болезни» книгой достойной восхищения и увлекательной, заявив, что «это важнейшая книга, и она знаменует собой настоящую революцию». Как указал он в своём письме Сасу, эта книга «написана в столь редком духе, когда человек хочет быть услышанным, а не произвести впечатление».
Историк медицины Рой Портер отмечает, что Сас, «обходя стороной дуализм сознания и тела… таким образом представляет истерию как социальное действие, представляющее проблемы поведения, коммуникации и окружения», и рассматривает эти утверждения Саса в контексте дисциплинарного смещения, свойственного всей антипсихиатрии, при котором проблемы медицинской науки изучались в пространстве коммуникации и общества.
Широко известный теоретик и лидер антипсихиатрического движения психиатр Дэвид Купер указал, что «Миф душевной болезни», как и «Расколотое „Я“» Рональда Лэйнга, стимулировал развитие антипсихиатрии и что книга Саса явилась «решающей, тщательно задокументированной демистификацией системы психиатрических диагностических ярлыков».
Известный общественный активист, деятель социалистического движения и автор книги «Психополитика» Питер Седжвик утверждал, что наблюдения Саса представляют собой ценность вне зависимости от обоснованности отрицания Сасом концепции психического заболевания и могут быть легко приняты психотерапевтами. Соглашаясь с Сасом, что концепция психического заболевания может подрывать индивидуальную ответственность, он тем не менее отмечал, что это не является доводом в пользу отрицания самой концепции.
Психолог и лидер молодёжной контркультуры Тимоти Лири писал, что «Миф душевной болезни» является «самой важной книгой в истории психиатрии» и, возможно, «самой важной книгой двадцатого столетия». По мнению Т. Лири, это книга «лучшая во многих отношениях: эрудицией, клинической способностью проникновения в суть, политической сообразительностью, здравым смыслом, историческим охватом, человеческим участием, и более всего своей вызывающей сочувствие, сокрушительной искренностью».
Согласно мнению социального критика Роберта Диксона, Сас «убедительно показывает, как мы используем медицинскую метафору применительно к тому, что фактически является вопросом манер, нравов, политики и правосудия».
По словам автора книги «Психоанализ и мужская гомосексуальность» Кеннета Льюиса, книга Саса является наиболее заметным образцом «критики институтов психиатрии и психоанализа», произошедшей в рамках «общего переворота ценностей в 1960-х годах», но эта книга не столь глубока, как «История безумия в классическую эпоху» Мишеля Фуко.
Как отмечает российский психолог Дмитрий Леонтьев, книга Саса представляет собой «…вовсе не страстный манифест, а скорее академический анализ, вдумчивую попытку разобраться в природе душевной болезни, которая совсем иная, чем природа болезней тела». Д. А. Леонтьев указывает на сходство идей Саса с символическим интеракционизмом в социальной психологии, представленным концепцией Э. Гоффмана, с транзактным анализом Эрика Берна и Томаса Харриса, с этогеническим подходом Рома Харре и упоминает в связи с этими идеями о проблеме политических злоупотреблений психиатрией в СССР.
По мнению лингвиста, культуролога и философа Вадима Руднева, «антипсихиатрия как психотерапевтический проект потерпела неудачу», но «как философская программа антипсихиатрия была в высшей степени состоятельна, и потому книга Саса и до сего времени современна». Руднев также утверждает, что основная ошибка книги Саса заключается в рассмотрении истерии отдельно от невроза навязчивых состояний, хотя в действительности они, по Рудневу, составляют диалектическую пару: истерия — это перегиб в сторону «хочу», а невроз навязчивых состояний — в сторону «должно-нельзя», в то время как в здоровой, зрелой личности присутствует сочетание «хочу» и «должно-нельзя», каждое из которых проявляется лишь в небольшой мере.

### Отрицательные
Немалая часть психиатров и представителей общественности восприняла «Миф душевной болезни» отрицательно. Сам Сас по этому поводу высказывался так: «Психиатры приветствовали моё утверждение о том, что нет никакого психического заболевания, с таким же большим энтузиазмом, с каким священнослужители могли бы приветствовать утверждение о том, что нет никакого Бога…». Он также утверждал: «Я действительно совсем не ожидал такой мощной враждебной реакции, это ещё мягко сказано. Весь ад вырвался на свободу. После того, как я закончил книгу, последовало тотальное и нескончаемое преследование».
В частности, Джонас Раппепорт, первый президент Американской академии психиатрии и права, заявлял: «…Он пишет как враг науки, а не как учёный, и он непорядочен; он говорит, что психическое заболевание — миф, а я скажу, что миф — медицинская порядочность Томаса Саса».
Ли Вайнберг отмечает доминирование необоснованности и незавершённости в критической позиции Саса: «Сас говорит не о том, что мы нуждаемся в новых категориях и новых моделях, а о том, что не нужно никаких категорий и никаких моделей».